# Grand Prix Švýcarska 1951
Grand Prix Švýcarska 1951 (XI.Großer Preis der Schweiz) byla úvodním závodem druhého ročníku mistrovství světa jezdců Formule 1, historicky osmá Grand Prix a zároveň osmý závod vozů F1 v roce 1951. Závod se uskutečnil 27. května na okruhu Bremgarten. V předchozích sedmi závodech excelovalo Ferrari, jež vyhrálo zásluhou Villoresiho v Syrakusách a  v Pau, Ascari přidal vítězství v San Remu a Parnell v BRDC International Trophy. V Bordeaux si pro prvenství dojel Louis Rosier v Talbotu, dvě vítězství získalo Maserati, nejprve v Richmond Trophy exceloval Princ Bira a posléze v Paříži o sobě nechal slyšet úřadující šampion Giuseppe Farina.

## Kvalifikace
| Poř.   | *  | Jezdec                              | Konstruktér        | Čas    | Rozdíl |
| ------ | -- | ----------------------------------- | ------------------ | ------ | ------ |
| 1      | 24 | Juan Manuel Fangio                  | Alfa Romeo         | 2:35.9 | –      |
| 2      | 22 | Nino Farina                         | Alfa Romeo         | 2:37.8 | + 1.9  |
| 3      | 18 | Luigi Villoresi                     | Ferrari            | 2:39.3 | + 3.4  |
| 4      | 28 | Consalvo Sanesi                     | Alfa Romeo         | 2:40.3 | + 4.4  |
| 5      | 26 | Toulo de Graffenried                | Alfa Romeo         | 2:41.8 | + 5.9  |
| 6      | 44 | Piero Taruffi                       | Ferrari            | 2:45.2 | + 9.3  |
| 7      | 20 | Alberto Ascari                      | Ferrari            | 2:46.0 | + 10.1 |
| 8      | 8  | Louis Rosier                        | Talbot-Lago-Talbot | 2:52.7 | + 16.8 |
| 9      | 16 | Peter Whitehead                     | Ferrari            | 2:52.9 | + 17.0 |
| 10     | 38 | Rudi Fischer                        | Ferrari            | 2:54.1 | + 18.2 |
| 11     | 10 | Henri Louveau                       | Talbot-Lago-Talbot | 2:56.2 | + 20.3 |
| 12     | 4  | Philippe Étancelin                  | Talbot-Lago-Talbot | 2:57.3 | + 21.4 |
| 13     | 42 | José Froilán González               | Talbot-Lago-Talbot | 2:57.3 | + 21.4 |
| 14     | 14 | Stirling Moss                       | HWM-Alta           | 2:58.4 | + 22.5 |
| 15     | 6  | Yves Giraud-Cabantous               | Talbot-Lago-Talbot | 3:00.3 | + 24.4 |
| 16     | 52 | Peter Hirt                          | Veritas            | 3:01.6 | + 25.7 |
| 17     | 32 | Harry Schell                        | Maserati           | 3:02.4 | + 26.5 |
| 18     | 2  | Johnny Claes                        | Talbot-Lago-Talbot | 3:02.5 | + 26.6 |
| 19     | 30 | Louis Chiron                        | Maserati           | 3:03.8 | + 27.9 |
| 20     | 12 | George Abecassis                    | HWM-Alta           | 3:05.1 | + 29.2 |
| 21     | 40 | Guy Mairesse                        | Talbot-Lago-Talbot | 3:12.0 | + 36.1 |
| DNA    | 34 | Prince Bira                         | Maserati           | –      | –      |
| DNA    | 36 | Antonio Branca                      | Maserati           | –      | –      |
| DNA    | 46 | Francis Rochat                      | Simca-Gordini      | –      | –      |
| DNA    | 48 | Robert Manzon / Maurice Trintignant | Simca-Gordini      | –      | –      |
| DNA    | 50 | André Simon                         | Simca-Gordini      | –      | –      |
| Zdroj: |    |                                     |                    |        |        |

## Pruběh závodu

### Účastníci
Startovní listina čítala 27 jmen, z nichž se před startem odpojila čtveřice pilotů s vozy Simca, Robert Manzon, Maurice Trintignant, André Simon, Francis Rochat, dále Peter Stæchelin jenž přivezl starší Ferrari 166 a Gianbattista Guidotti, jenž pro Alfu Romeo pouze testoval. Tým Alfa Romeo SpA nasadil modifikovaný vůz pro obhájce titulu Giuseppe Farinu, Juana Manuela Fangia, Consalva Sanesiho a Toulo de Graffenrieda. Výkon motoru vozu Alfa Romeo 159, byl navýšen na 400 koní, po zkušenostech z předešlého roku dostala Alfetta větší palivovou nádrž. Lepší stabilitu v zatáčkách a tím i lepší ovládaní vozu, zajišťovala nová přední náprava, která zároveň zlepšoval přenos výkonu motoru na kola vozu.Na voze se objevila i nová zadní náprava De Dion.
Ferrari vstoupilo do sezóny s novým vozem, který nesl označení 375, jehož dvanactiválcový motor disponoval výkonem 380 koní, tedy o dobrých dvacet koní méně než Alfa Romeo. Technici Ferrari u svého vozu kalkulovali s mnohem menší spotřebou než měla konkurenční milánská automobilka. Scuderia Ferrari přivezla vozy pro ostřílenou dvojici Alberto Ascari a Luigi Villoresi, v týmu je doplnil ještě Piero Taruffi. Další Ferrari přivezl britský pilot Peter Whitehead, jednalo se o model 125 a švýcarský jezdec Rudi Fischer představil vůz 212.
Talbot se po problémech v závěru předešlé sezóny prezentoval pouze u menších týmů nebo soukromých jezdců. Na trati Bremgarten bylo možno vidět všechny tři modifikace vozu Talbot-Lago T26C (T26C, T26C-DA, T26C-GS). Jediný britský tým byl HW Motors, připravil vůz HWM 51 pro debutanty George Abecassise a Stirlinga Mosse. Nečekaně malé zastoupení mělo Maserati, dva vozy přivezl tým Enrico Plate, za volantem byl Louis Chiron a Harry Schell. Zajímavý vůz, Veritas Meteor, představil domácí pilot Peter Hirt.

### Závod
V Bremgartenu byly Alfy v kvalifikaci znovu k neporažení a rozložily své sily do prvních dvou řad, tentokrát však s nimi sdílel první řadu i Luigi Villoresi na Ferrari. Třetí řadu obsadili Villoresiho stájoví kolegové Taruffi a Ascari, které doplnil Louis Rosier na Talbotu. Nedělní závod byl poznamenán hustým deštěm, který se snášel na již mokrou a kluzkou trať. Nejlépe odstartovaly Alfy, naopak Villoresi ztratil svou třetí pozici a nechal se předjet Sanesim. Pořadí v úvodních kolech se stabilizovalo na trojici Alfett Fangia, Farini a Sanesiho, které pronásledovala smečka vozů Ferrari. Na konci 23. kola musel Fangio k mechanikům doplnit palivo a přenechal vedení Farinovi, jenž se rozhodl k riskantní strategii. Rozhodl se vynechat jednu zastávku v boxech a snažil se dovézt svou Alfu do cíle, jenže v poslední části závodu jeho pneumatiky nevykazovaly takovou spolehlivost a především rychlost a tak se před něj dostal nejprve Fangio a dvě kola před cílem i Taruffi. Další bodovaná místa patřila dalším vozům Alfa Romeo, která tak v bodované pětce měla všechny čtyři vozy. Skvělý výsledek zajel Stirling Moss se slabým vozem Formule 2 HWM, ze 14. místa na startu dojel na 8. místě. Lepší posun startovním kolem zaznamenal jen Louis Chiron, který po startu z 19. příčky poskočil o rovných 12. míst a dojel na 7. místě.

## Výsledky

### Závod
- 27. května 1951
- Okruh Bremgarten
- 42 kol × 7,280 km = 305,760 km
- 8. Grand Prix
- 4. vítězství pro « Juana Manuela Fangia » (nový rekord)
- 7. vítězství pro « Alfu Romeo » (nový rekord)
- 4. vítězství pro « Argentinu » (nový rekord)
- 1. vítězství pro vůz se startovním číslem 24 »
- 4. vítězství z « pole positions »

| Pozice | Č   | Jezdec                | Vůz               | Kolo | Čas           | +/- | Pole | Body | Nej. kolo    |
| ------ | --- | --------------------- | ----------------- | ---- | ------------- | --- | ---- | ---- | ------------ |
| 1      | 24. | Juan Manuel Fangio    | Alfa Romeo 159    | 42   | 2:07'53.64    | 0   | 1    | 8+1  | 2:51.1       |
| 2      | 44. | Piero Taruffi         | Ferrari 375       | 42   | á 0:55.240s   | 4   | 6    | 6    |              |
| 3      | 22. | Giuseppe Farina       | Alfa Romeo 159    | 42   | á 0:19.310s   | 1   | 2    | 4    |              |
| 4      | 28. | Consalvo Sanesi       | Alfa Romeo 159    | 41   | á 1 kolo      | 0   | 4    | 3    |              |
| 5      | 26. | Toulo de Graffenried  | Alfa Romeo 159    | 40   | á 2 kola      | 0   | 5    | 2    |              |
| 6      | 20. | Alberto Ascari        | Ferrari 375       | 40   | á 2 kola      | 1   | 7    | x    |              |
| 7      | 30. | Louis Chiron          | Maserati 4CLT/48  | 40   | á 2 kola      | 12  | 19   | x    |              |
| 8      | 14. | Stirling Moss         | HWM               | 40   | á 2 kola      | 6   | 14   | x    |              |
| 9      | 8.  | Louis Rosier          | Talbot T26C-DA    | 39   | á 3 kola      | 1   | 8    | x    | 3:09.0 (13.) |
| 10     | 4.  | Phillipe Étancelin    | Talbot T26C-DA    | 39   | á 3 kola      | 2   | 12   | x    | 3:13.7 (14.) |
| 11     | 38. | Rudi Fischer          | Ferrari 212       | 39   | á 3 kola      | 1   | 10   | x    |              |
| 12     | 32. | Harry Schell          | Maserati 4CLT/48  | 38   | á 4 kola      | 5   | 17   | x    |              |
| Ret    | 16. | Peter Whitehead       | Ferrari 125       | 36   | Havárie       | 6   | 9    | x    |              |
| 13     | 2.  | Johnny Claes          | Talbot T26C-DA    | 35   | á 7 kol       | 5   | 18   | x    | 3:24.9 (17.) |
| 14     | 40. | Guy Mairesse          | Talbot T26C       | 31   | á 11 kol      | 7   | 21   | x    | 3:27.0 (19.) |
| Pozice | Č   | Odstoupili            | Vůz               | Kolo | Příčina       | +/- | Pole | Body | Nej. kolo    |
| Ret    | 10. | Henri Louveau         | Talbot T26C       | 30   | Havárie       | 12  | 11   | x    | 3:06.9 (11.) |
| Ret    | 12. | George Abecassis      | HWM               | 23   | Magneto       | 15  | 20   | x    |              |
| Ret    | 6.  | Yves Giraud-Cabantous | Talbot T26C       | 14   | Vstřikování   | 18  | 15   | x    | 3:29.5 (20.) |
| Ret    | 18. | Luigi Villoresi       | Ferrari 375       | 12   | Havárie       | 3   | 3    | x    |              |
| Ret    | 42. | José Froilán González | Talbot T26C-GS    | 10   | Olejová pumpa | 17  | 13   | x    | 3:25.8 (18.) |
| Ret    | 52. | Peter Hirt            | Veritas Meteor    | 1    | Přívod paliva | 21  | 16   | x    |              |
| Pozice | Č   | Nestartoval           | Vůz               | Kolo | Příčina       | +/- | Pole | Body | Nej. kolo    |
| DNS    | 46  | Francis Rochat        | Simca Gordini T11 |      |               |     |      |      |              |
| DNS    | 48  | Maurice Trintignant   | Simca Gordini T15 |      |               |     |      |      |              |
| DNS    | 48  | Robert Manzon         | Simca Gordini T15 |      |               |     |      |      |              |
| DNS    | 50  | Andre Simon           | Simca Gordini T15 |      |               |     |      |      |              |
| DNS    | 50  | Peter Stæchelin       | Ferrari 166       |      |               |     |      |      |              |

### Nejrychlejší kolo
- Juan Manuel Fangio, Alfa Romeo, 2:51.1
- 4. nejrychlejší kolo pro « Juana Manuela Fangia »
- 7. nejrychlejší kolo pro « Alfu Romeo » Nový rekord
- 4. nejrychlejší kolo pro « Argentinu » Nový rekord
- 1. nejrychlejší kolo pro vůz se startovním číslem  24 » vyrovnaný rekord

### Vedení v závodě
- « Juan Manuel Fangio » byl ve vedeni 216 kol nový rekord
- « Giuseppe Farina » byl ve vedeni 202 kol
- « Alfa Romeo » byla ve vedení 426 kol nový rekord
- « Argentina » byla ve vedení 216 kol. Nový rekord
- « Itálie » byla ve vedení 212 kol.

| Kola         | km        | Jezdec             | %      |
| ------------ | --------- | ------------------ | ------ |
| 1.–23. kolo  | 167,44 km | Juan Manuel Fangio | 54,8 % |
| 24.–28. kolo | 36,4 km   | Giuseppe Farina    | 11,9 % |
| 29.–42. kolo | 101,92 km | Juan Manuel Fangio | 33,3 % |

### Postavení na startu
- Juan Manuel Fangio 2:35.9 Alfa Romeo

- 5. Pole position pro « Juana Manuela Fangia » nový rekord
- 7. Pole position pro « Alfu Romeo » (nový rekord)
- 5. Pole position pro « Argentinu » (nový rekord)
- 1. Pole position pro vůz se startovním číslem 24 »
- 4x první řadu získali « Giuseppe Farina » a « Juan Manuel Fangio » (nový rekord)
- 1x první řadu získali  Luigi Villoresi »
- 20x první řadu získala « Alfa Romeo » (nový rekord)
- 2x první řadu získala « Ferrari »
- 14x první řadu získala « Itálie » (nový rekord)
- 8x první řadu získala « Argentina »

| _______3_______ Luigi Villoresi Ferrari 2'39.3       |                                                        | _______2_______ Giuseppe Farina Alfa Romeo 2'37.8 |                                                   | _______1_______ Juan Manuel Fangio Alfa Romeo 2'35.9 |
|                                                      | _______5_______ Toulo de Graffenried Alfa Romeo 2'41.8 |                                                   | _______4_______ Consalvo Sanesi Alfa Romeo 2'40.3 |                                                      |
| _______8_______ Louis Rosier Talbot 2'52.7           |                                                        | _______7_______ Alberto Ascari Ferrari 2'46.0     |                                                   | _______6_______ Piero Taruffi Ferrari 2'45.2         |
|                                                      | _______10_______ Rudi Fischer Ferrari 2'54.1           |                                                   | _______9_______ Peter Whitehead Ferrari 2'52.9    |                                                      |
| _______13_______ José Froilán González Talbot 2'57.3 |                                                        | _______12_______ Philippe Étancelin Talbot 2'57.3 |                                                   | _______11_______ Henri Louveau Talbot 2'56.2         |
|                                                      | _______15_______ Yves Giraud-Cabantous Talbot 3'00.3   |                                                   | _______14_______ Stirling Moss HWM 2'58.4         |                                                      |
| _______18_______ Johnny Claes Talbot 3'02.5          |                                                        | _______17_______ Harry Schell Maserati 3'02.4     |                                                   | _______16_______ Peter Hirt Veritas 3'01.6           |
|                                                      | _______20_______ George Abecassis HWM 3'03.8           |                                                   | _______19_______ Louis Chiron Maserati 3'03.1     |                                                      |
|                                                      |                                                        |                                                   |                                                   | _______21_______ Guy Mairesse Talbot 3'12.0          |

## Startovní listina
| Č. | Pilot (počet GP) | Tým                          | Šasi                | Motor              | Pneumatiky |
| -- | ---------------- | ---------------------------- | ------------------- | ------------------ | ---------- |
| 2  | Ecurie Belge     | Johnny Claes (7 GP)          | Talbot-Lago T26C-DA | Talbot 4.5 L6      | D          |
| 4  | Privátní         | Philippe Étancelin (7 GP)    | Talbot-Lago T26C-DA | Talbot 4.5 L6      | D          |
| 6  | Privátní         | Yves Giraud-Cabantous (5 GP) | Talbot-Lago T26C    | Talbot 4.5 L6      | D          |
| 8  | Ecurie Rosier    | Louis Rosier (7 GP)          | Talbot-Lago T26C-DA | Talbot 4.5 L6      | D          |
| 10 | Ecurie Rosier    | Henri Louveau (2 GP)         | Talbot-Lago T26C    | Talbot 4.5 L6      | D          |
| 12 | HW Motors        | George Abecassis (1 GP)      | HWM 51              | Alta L4            | D          |
| 14 | HW Motors        | Stirling Moss (1 GP)         | HWM 51              | Alta L4            | D          |
| 16 | Privátní         | Peter Whitehead (3 GP)       | Ferrari 125         | Ferrari 1.5 V12C   | D          |
| 18 | Scuderia Ferrari | Luigi Villoresi (4 GP)       | Ferrari 375         | Ferrari 4.5 V12    | Pirelli    |
| 20 | Scuderia Ferrari | Alberto Ascari (5 GP)        | Ferrari 375         | Ferrari 4.5 V12    | Pirelli    |
| 22 | Alfa Romeo SpA   | Giuseppe Farina (7 GP)       | Alfa Romeo 159A     | Alfa Romeo 1.5 L8C | Pirelli    |
| 24 | Alfa Romeo SpA   | Juan Manuel Fangio (7 GP)    | Alfa Romeo 159A     | Alfa Romeo 1.5 L8C | Pirelli    |
| 26 | Alfa Romeo SpA   | Toulo de Graffenried (5 GP)  | Alfa Romeo 159A     | Alfa Romeo 1.5 L8C | Pirelli    |
| 28 | Alfa Romeo SpA   | Consalvo Sanesi (2 GP)       | Alfa Romeo 159      | Alfa Romeo 1.5 L8C | Pirelli    |
| 28 | Alfa Romeo SpA   | Gianbattista Guidotti        | Alfa Romeo 159      | Alfa Romeo 1.5 L8C | Pirelli    |
| 30 | Enrico Plate     | Louis Chiron (6 GP)          | Maserati 4CLT-48    | Maserati 1.5 L4C   | Pirelli    |
| 32 | Enrico Plate     | Harry Schell (3 GP)          | Maserati 4CLT-48    | Maserati 1.5 L4C   | Pirelli    |
| 38 | Ecurie Espadon   | Rudi Fischer (1 GP)          | Ferrari 212         | Ferrari            | Pirelli    |
| 40 | Ecurie Belgique  | Guy Mairesse (2 GP)          | Talbot-Lago T26C    | Talbot 4.5 L6      | D          |
| 42 | Privátní         | José Froilán González (3 GP) | Talbot-Lago T26C-GS | Talbot 4.5 L6      | D          |
| 44 | Scuderia Ferrari | Piero Taruffi (2 GP)         | Ferrari 375         | Ferrari 4.5 V12    | Pirelli    |
| 46 | Privátní         | Francis Rochat (DNS)         | Simca Gordini T11   | Gordini L4         | E          |
| 48 | Equipe Gordini   | Robert Manzon (DNS)          | Simca Gordini T15   | Gordini L4s        | E          |
| 48 | Equipe Gordini   | Maurice Trintignant (DNS)    | Simca Gordini T15   | Gordini L4s        | E          |
| 50 | Equipe Gordini   | André Simon (DNS)            | Simca Gordini T15   | Gordini L4s        | E          |
| 50 | Ecurie Espadon   | Peter Stæchelin (DNS)        | Ferrari 166         | Ferrari V12        | Pirelli    |
| 52 | Privátní         | Peter Hirt (1 GP)            | Veritas Meteor      | Veritas 2.0 L6     |            |

### Zajímavosti
- V závodě debutovali Stirling Moss, Rudi Fischer, George Abecassis, Peter Hirt.

## Stav MS
- GP – body získané v této Grand Prix

| * | Jezdec               | Body | GP | * | Vůz        | Body | GP | * | Stát      | Body | GP |
| - | -------------------- | ---- | -- | - | ---------- | ---- | -- | - | --------- | ---- | -- |
| 1 | Juan Manuel Fangio   | 9    | 9  | 1 | Alfa Romeo | 18   | 18 | 1 | Itálie    | 13   | 13 |
| 2 | Piero Taruffi        | 6    | 6  | 2 | Ferrari    | 6    | 6  | 2 | Argentina | 9    | 9  |
| 3 | Giuseppe Farina      | 4    | 4  |   |            |      |    | 3 | Švýcarsko | 2    | 2  |
| 4 | Consalvo Sanesi      | 3    | 3  |   |            |      |    |   |           |      |    |
| 5 | Toulo de Graffenried | 2    | 2  |   |            |      |    |   |           |      |    |